# Bengt Johansson
Pour les articles homonymes, voir Johansson.
Ne pas confondre avec Bengt Jackloo Johansson, autre handballeur suédois médaillé aux Championnats du monde 1961 et 1964.
Bengt Johansson, né le 25 juin 1942 à Halmstad et mort le 8 mai 2022, est un joueur international puis entraîneur suédois de handball.
Il est notamment connu pour avoir conduit la Suède à gagner 2 championnats du monde, 4 championnats d'Europe et 3 médailles d'argent olympique

## Carrière
Ancien international suédois - il dispute les Jeux olympiques de 1972 à Munich où la Suède termine au septième rang, il est surtout connu comme le sélectionneur de l'Équipe de Suède qui domine le monde du handball dans les années 1990. Sous sa direction depuis les Jeux olympiques de 1988 à Séoul, les « Bengan boys » ne ratent aucune demi-finale dans une compétition internationale entre 1990 et 2002 et de ce fait accumulent les médailles : deux titres mondiaux (1990 et 1999) complétés de deux médailles d'argent et deux de bronze, quatre titres européens (1994, 1998, 2000 et 2002) et trois médailles d'argent aux Jeux olympiques, titre suprême qui se refuse toutefois à cette génération dorée.
Il s'appuie sur une génération de talent dont Magnus Wislander ou Stefan Lövgren qu'il sait parfaitement motiver. Père-poule aux joueurs d'or, il a pour politique de conserver une même ossature au fil des années, ajoutant à petites doses de nouveaux joueurs.

## Palmarès

### Joueur
En club
- Championnat de Suède (3) : 1969, 1970 (avec SoIK Hellas), 1975 (avec HK Drott Halmstad)

En équipe nationale de Suède
- 7e place au Championnat du monde 1967 en Suède[7]
- 6e place au Championnat du monde 1970 en France[8]
- 7e place aux Jeux olympiques de 1972 à Munich[1]

### Entraîneur
En club
- Championnat de Suède (5) : 1975, 1978, 1979, 1984, 1988 (avec HK Drott Halmstad)

En équipe nationale de Suède
- Jeux olympiques
  -  Médaille d'argent aux Jeux olympiques de 1992 à Barcelone
  -  Médaille d'argent aux Jeux olympiques de 1996 à Atlanta
  -  Médaille d'argent aux Jeux olympiques de 2000 à Sydney
- Championnats du monde
  -  Médaille d'or au Championnat du monde 1990 en Tchécoslovaquie
  -  Médaille de bronze au Championnat du monde 1993 en Suède
  -  Médaille de bronze au Championnat du monde 1995 en Islande
  -  Médaille d'argent au Championnat du monde 1997 au Japon
  -  Médaille d'or au Championnat du monde 1999 en Égypte
  -  Médaille d'argent au Championnat du monde 2001 en France
  - 13e place au Championnat du monde 2003 au Portugal
- Championnats d'Europe
  -  Médaille d'or au Championnat d'Europe 1994 au Portugal
  - 4e place au Championnat d'Europe 1996 en Espagne
  -  Médaille d'or au Championnat d'Europe 1998 en Italie
  -  Médaille d'or au Championnat d'Europe 2000 en Croatie
  -  Médaille d'or au Championnat d'Europe 2002 en Suède
  - 7e place au Championnat d'Europe 2004 en Slovénie